# 멘수르 무이자
멘수르 무이자(Mensur Mujdža, 1984년 3월 28일 ~)는 보스니아 헤르체고비나의 옛 축구 선수이다. 그의 형 야스민 무이자 역시 축구 선수로 성남 일화 천마에서 활약하였으며 2016년부터 FC 서울의 피지컬 코치로 재직중이다.